# Hamidiye, Vize
Hamidiye là một xã thuộc huyện Vize, tỉnh Kırklareli, Thổ Nhĩ Kỳ. Dân số thời điểm năm 2011 là 95 người.